# Каневский, Ян Ксаверий
Ян Ксаверий Каневский (пол. Jan Ksawery Kaniewski, Иван-Ксаверий Ксавериевич Каневский, подписывался также как Саверио Франческо; 1805, Красилов, Подольская губерния — 13 [25] апреля 1867, Варшава) — польский живописец и литограф, представитель романтического академизма, ученик Александра Орловского, педагог; мастер парадного портрета, также занимался исторической живописью. Академик Императорской Академии художеств (с 1845; ассоциированный член — «назначенный» с 1842).

## Биография
Начальное художественное образование получил во время учёбы в Волынском лицее в городе Кременец у художника-портретиста Юзефа Питшмана.
Пенсионер Виленского университета.
С 1827 по 1833 годы посещал в качестве постороннего ученика классы Императорской Академии художеств в Санкт-Петербурге, в которой главным его наставником был академик А. О. Орловский. В 1833 году он написал несколько акварельных портретов, в том числе и портрет Н. В. Кукольника.
После окончания академии со званием «свободный художник», благодаря правительственной стипендии, получил возможность продолжить образование и совершенствовать своё мастерство в Риме, куда он прибыл в ноябре 1833 года, посетив до этого Дрезден, Вену, Болонью и Флоренцию.
В Риме Каневский завоевал славу известного портретиста. За написанный им портрет папы Григория XVI, был награждён папский рыцарским орденом Золотой шпоры. Тогда же стал членом dell’Accademia dei Virtuosi al Pantheon.
В 1842 художник вернулся в Санкт-Петербург, где жил и трудился до 1846 года.
В 1845 году за портрет фельдмаршала светлейшего князя Ивана Паскевича был удостоен звания академика.
В 1846 году Каневский окончательно поселился в Варшаву и, в качестве профессора, возглавил после смерти Александра Кокуляра кафедру рисунка и живописи в столичной Школе изящных искусств.
В последующие годы (1858—1864) Каневский был директором этой Школы. В 1860 году он был одним из организаторов варшавского Общества поощрения художеств и всю свою жизнь состоял в числе его руководителей.
После подавления Польского восстания 1863 года, власти закрыли Школу изящных искусств.
Ян Ксаверий Каневский являлся автором многочисленных портретов высочайших особ (в том числе императора Николая I) и представителей высшего света. Создал также ряд картин на исторические и религиозные темы.
Каневский был известен своей лояльностью правительству. В частности, был единственным профессором в Школе изящных искусств, подписывавшим экзаменационные протоколы на русском языке.

## Галерея

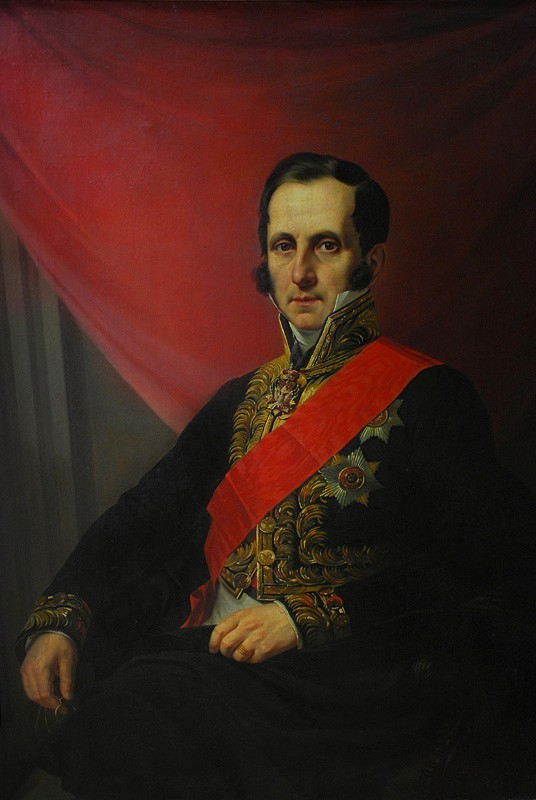
Граф Сергей Уваров, президент Императорской академии наук.
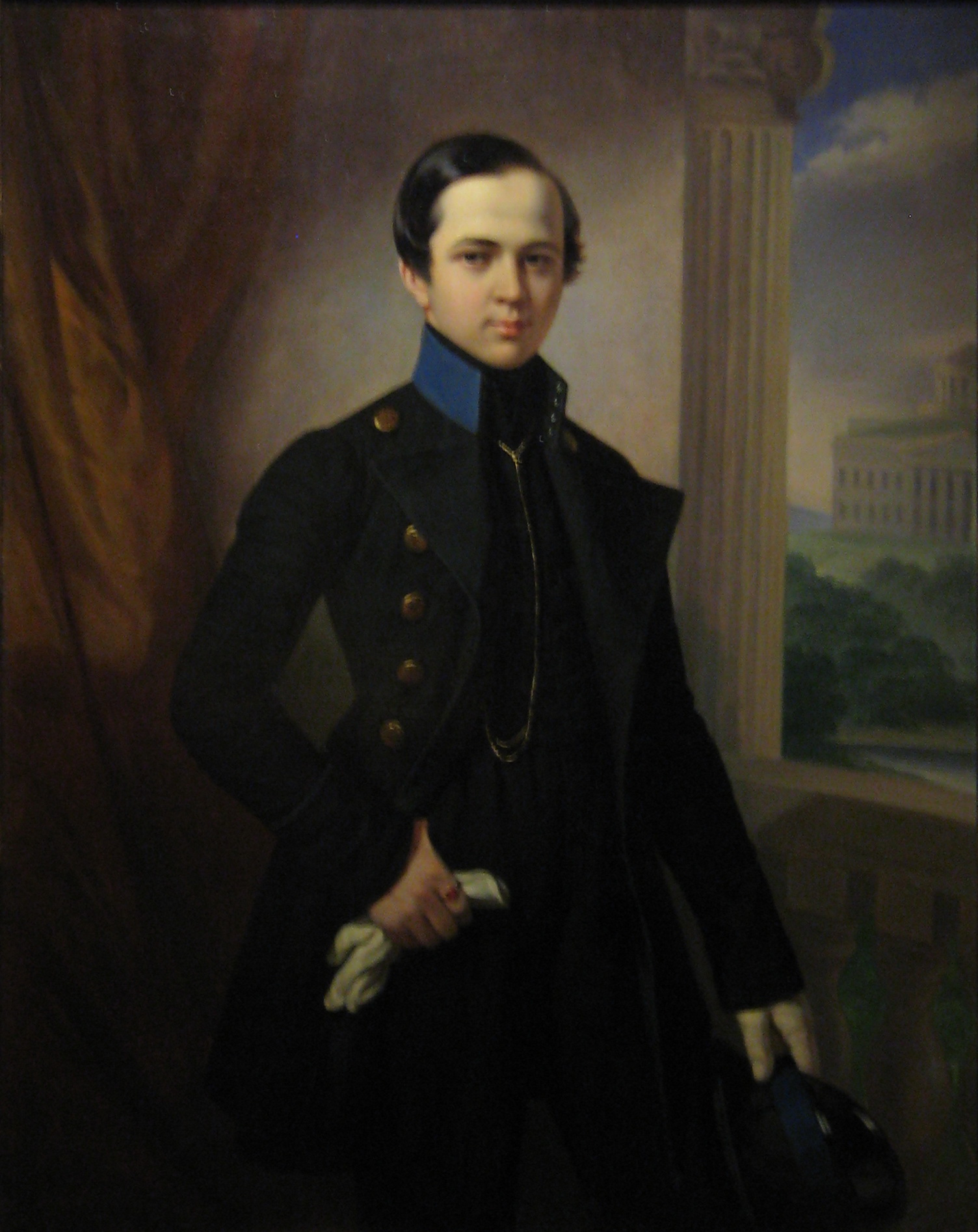
Граф Алексей  Уваров, сын предыдущего. Государственный исторический музей, Москва.
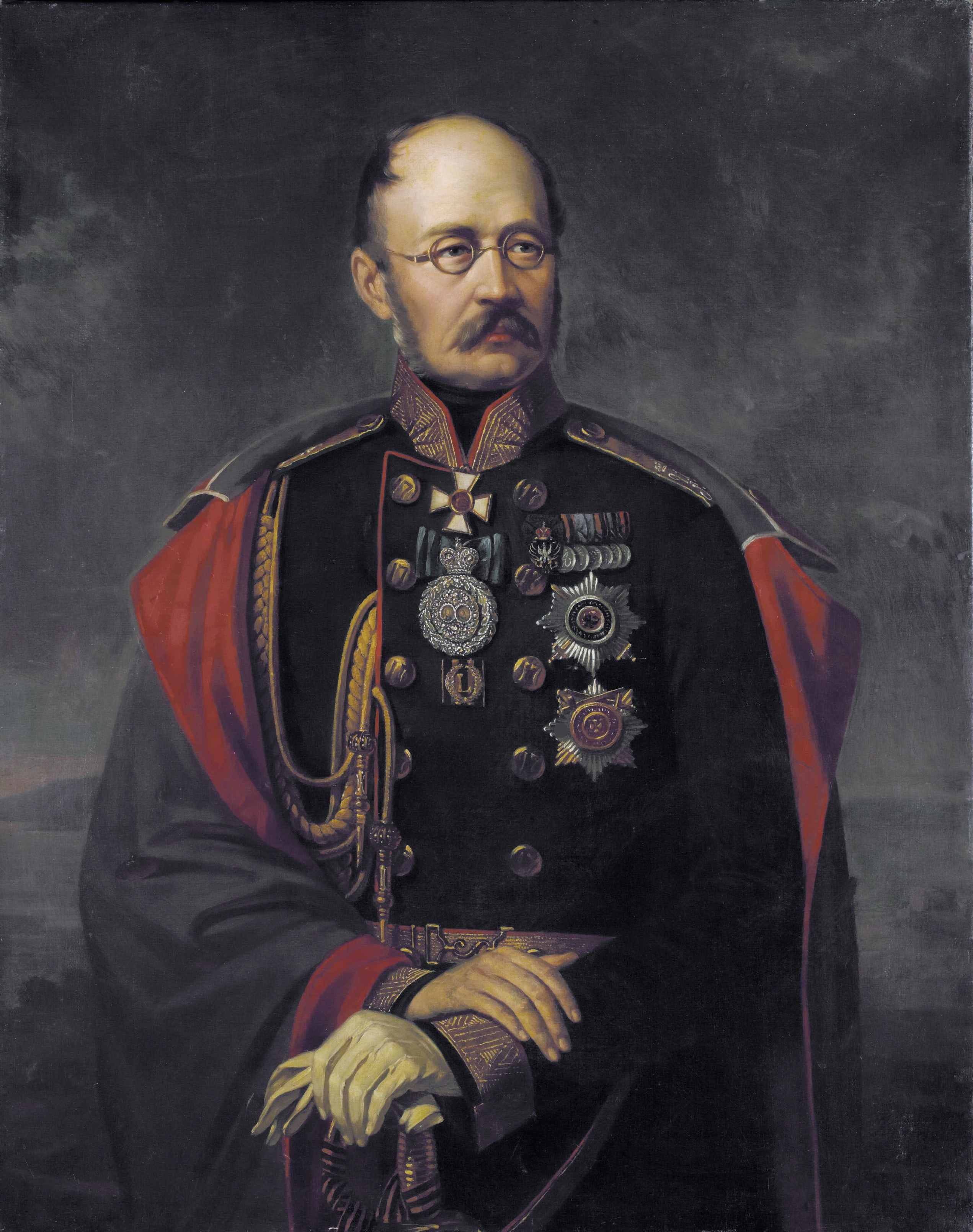
Наместник Царства Польского, генерал от артиллерии Михаил Дмитриевич Горчаков
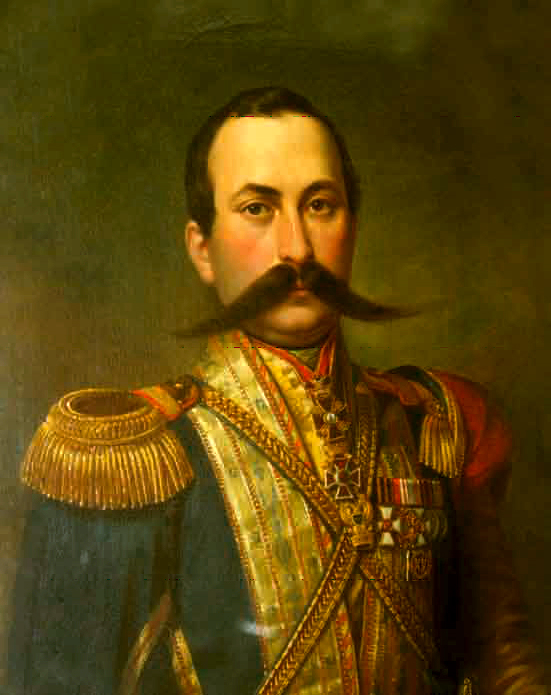
Генерал-лейтенант Хасан-бек Агаларов. Национальный музей истории Азербайджана, Баку.
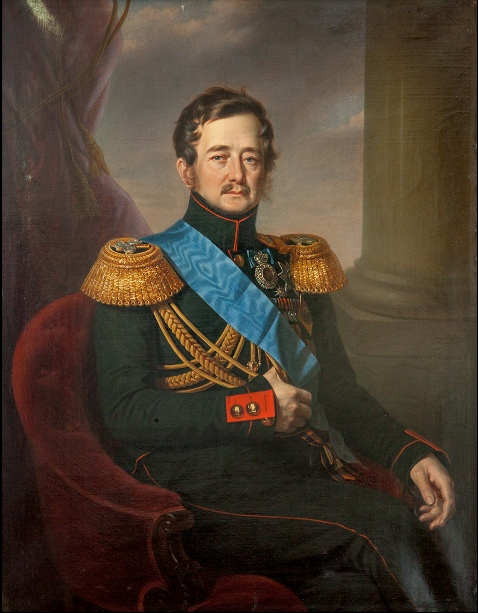
Фельдмаршал Иван Паскевич, Симферопольский художественный музей.
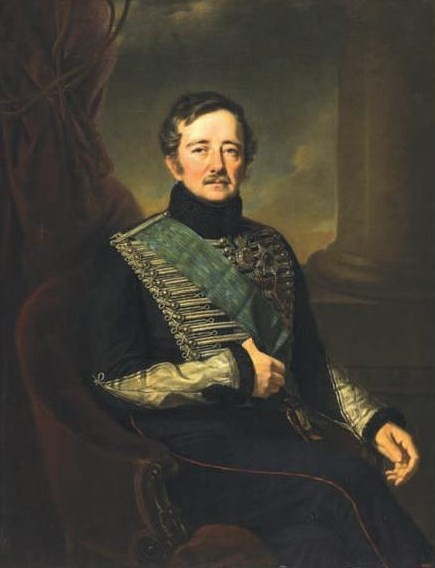
Фельдмаршал Иван Паскевич (вторая версия портрета)
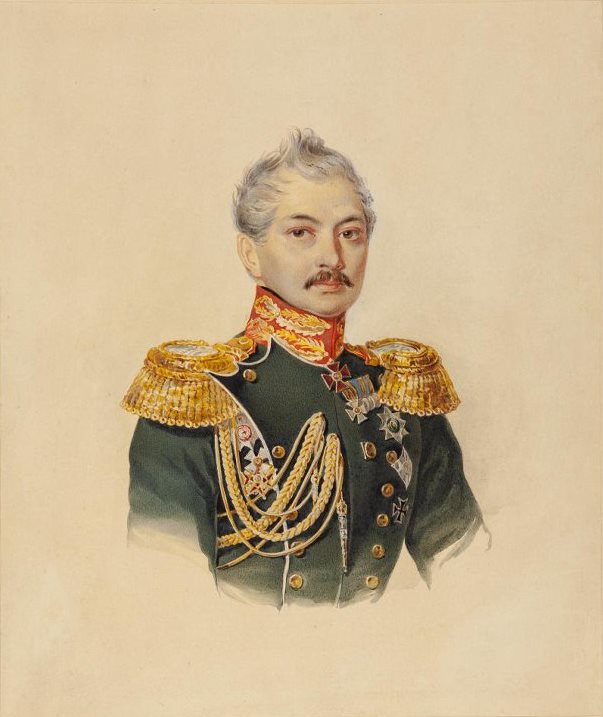
Генерал-лейтенант Василий Микулин
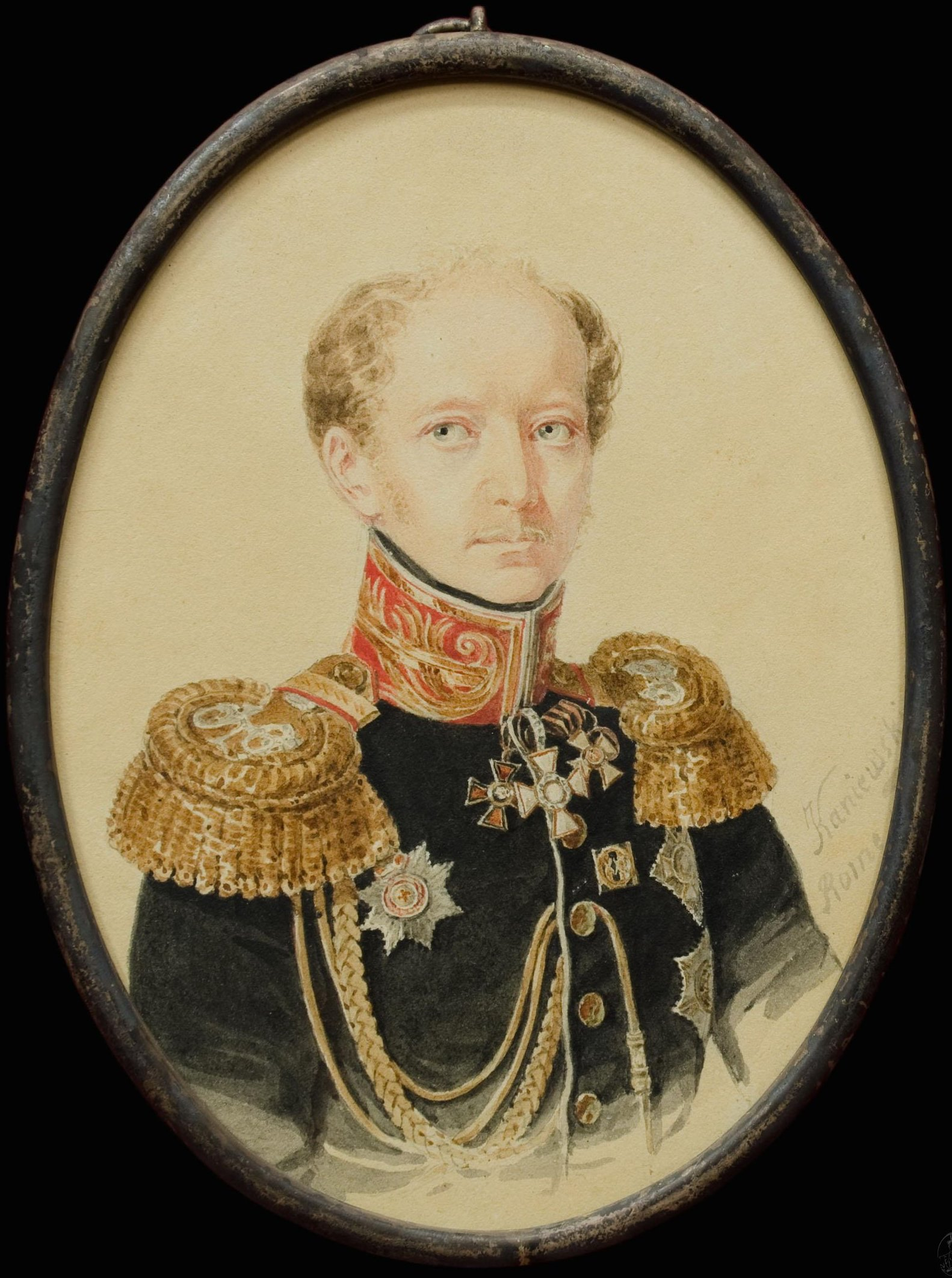
Генерал-майор Карл Мердер, воспитатель наследника-цесаревича (будущего императора Александа II).